# Tosnenskij rajon
Lo Tosnenskij rajon (in russo Тосненский район?) è un rajon dell'Oblast' di Leningrado, nella Russia europea occidentale; il capoluogo è la città di Tosno.